# テレビショッピング
テレビショッピングは、テレビの視聴者に商品又は役務を紹介して購入を促す内容の生活情報番組、あるいはコマーシャルメッセージを媒介として売買契約を成立させる通信販売の一形態である。「テレショップ」と略されることもある。

## 概要
販売者の販売員や芸能人、演出上のいわゆるサクラなどが、商品の使用法を実演しながら利点・価格などの情報を提示して商品を紹介し、購入申し込みや問い合わせ先であるフリーダイヤルなどの電話番号（このため番組名をテレフォンショッピングとする場合もある）やショッピングサイトのURLなどを提示する。
スタジオ内に組まれたセットで出演者が紹介するほかに、屋外のロケーション撮影や長期間の事前収録など様々な演出形態がみられ、複数商品を紹介する従来形式に加え、特に1商品を採り上げたインフォマーシャルも増えつつある。通信販売だけを放送するテレビショッピング専門チャンネルも複数存在する。
扱う商品は、電気製品、装身具、化粧品、日用品、健康食品、ダイエット商品、学習用品、スポーツ用品、新聞、金融商品、通信販売限定CD、パッケージツアー、保険商品など多種多様である。

### 商品の紹介方式
録画番組と生放送がある。
生コマーシャル方式

生放送の生活情報番組やワイドショーなどのスポンサーは、通販専門会社や百貨店などの通販部門を擁する小売業者らが多く、数分間の生コマーシャル形式のコーナーが設けられる。
キャラバン方式
テレビショッピング番組の多くはこの方式で「協賛型」とも言われる。通販会社とは別に設けられた番組の企画会社が、スタジオの手配、タレントの選定、演出、媒体計画など全ての制作を受け持つことが多い。商品を宣伝するメーカーや販売会社は、企画会社に300から650万円前後の協賛金を支払い、出演者がそれらの協賛会社の商品を紹介する。1商品を2.5から4分間、60分の放送枠内で15 - 18商品ほどを紹介する。主に全国のローカル局で1から2か月間放送してキャラバン方式とも称される。自社で制作から媒体購入するよりも比較的リスクが少ないといわれている。
インフォマーシャル方式
バラエティ番組やドキュメンタリー番組の手法を用い、1社が商品を提供し、30分から1時間の放送枠内でおよそ1商品について繰り返して説明する番組を、日本で「インフォマーシャル」と称する。日本での火付け役は1997年放送開始の三井物産「テレコンワールド」（テレビ東京ほか） で、現在はオークローンマーケティングのショップジャパンなどがある。30秒から120秒程度のタイムCMやスポットCMで、専用に制作した番組（番組の再編集を用いる場合もある）で商品を紹介する例もみられる。同じ商品の繰り返し放送や放送枠の拡大や縮小など自在な調整が可能だが、時間帯や放送局により電波料が異なり高額になる可能性がある。本方式は視聴者が「通販のCMを観る」事前認識を抱かずに視聴するため、衝動的な購買意欲に依存する。現在はCS放送が主流である。

## 放送の形態
日本のテレビショッピングは当初、主として日中のワイドショー内での生CMや、フィルムまたはVTR収録による1から2分程度のタイムCM又はスポットCMが中心であった。現在も「日本直販」の名で知られる総通や、日本文化センターがCMでのテレビショッピングを制作している。その後、一般の番組を模倣した15分から1時間程度の番組として制作されるケースが多くなった。
番組には、テレビ局やその系列会社が独自に制作するものと、通販会社が独自に番組を制作し、ローカル局の放送枠を買い取るものの2種類がある。通販会社による番組制作の方法としては、フィラー枠・ローカルセールス枠などの番組枠を購入した上で放送 する形式が一般的である。
放送局がテレビショッピング事業に進出する例がある。逆に、通販会社自らがケーブルテレビや衛星放送の専門チャンネルを立ち上げ、そのチャンネルのすべての時間帯でテレビショッピング番組を放送している例がある。地上波テレビ基幹放送事業者については、放送枠全体に対する番組種別ごとの割合を確認する目的から、半年ごとに番組種別とその放送時間を公表することが義務付けられているが（放送法第107条及び放送法施行規則第4条4項）、通販番組については特に細分して公表することを求められている（放送法施行規則第4条5項）。
民放BSデジタル局（衛星基幹放送事業者）では、総務省の認定基準で「30%以下」とすることが要求されている。
このほか海外製の商品または海外の業者が開発した商品は、当該国で制作された映像を編集し、日本語吹き替えを付けて放送することもある。

## 法規制・自主規制

### 特定商取引に関する法律
通信販売にはクーリングオフ制度がなく、これを背景に2008年頃には、健康食品や化粧品などを中心に「番組の印象と違う」「返品を受け付けてもらえない」など消費生活センターへの苦情相談件数が増加していた。そこで2009年12月から、返品特約事項表示義務を怠り広告で返品に関する規定が明示されていない場合のみ、クーリングオフに準じた制度が導入された。
特定商取引に関する法律（特定商取引法）の通信販売に関しては、返品の特約を表示していない場合は「商品の引渡しを受けた日から8日以内」であれば、送料を自己負担の上で返品を可能とするよう、2008年6月に改正され、公布の日から起算して1年6か月を超えない範囲内において政令で定める日から施行されることになっており、2009年12月1日に施行された。

### 各団体の放送基準にもとづく表現規制
不当景品類及び不当表示防止法（景品表示法）や医薬品、医療機器等の品質、有効性及び安全性の確保等に関する法律（医薬品医療機器等法）違反にならないように公正取引委員会（公取委）が監視しており、少しでも法規制に抵触した表現があった場合は番組制作会社や出演者が公取委に呼び出され、厳重注意などの処分が行われる事例がある。
医薬品医療機器等法第68条 においては、『医薬品など厚生労働省の承認又は認証を受けていないものについて効能・効果又は性能をうたってはならない』と定められており、かつ、実際には効果がないのに「病気が治る」「防止できる」などと宣伝することは景品表示法にも違反し、医薬品医療機器等法違反なら行政処分や実刑、景品表示法違反なら消費者庁による措置命令の対象になり得る。
テレビショッピングで扱われた健康食品、浄水器、美容商品などの宣伝がこの規定に抵触する例が続出し、実際に放送を打ち切った例（二重マル健康テレビ#薬事法違反の恐れも参照）が出たことから、日本通信販売協会および放送事業者の団体（日本民間放送連盟、衛星放送協会、日本ケーブルテレビ連盟）は、テレビショッピングに関わる放送基準を相次いで改正し、宣伝の際の表示に対する自己チェックを強化した。その後、テレビショッピングでは商品説明や客が感想を述べる場合には原則として「個人の感想であり、（商品の）効能・効果をあらわすものではない」という主旨で注意を促すテロップを出したり、「健康によい」などの効能効果ではなく、「飲みやすい」「栄養成分がこれだけ含まれている」などといった事実の表現をすることが習慣となっている。もっとも、当局による法律の解釈、運用によっては今後の対応がさらに変化する可能性もある。

## 歴史
- 1970年 - フジテレビ平日夕方の生活情報番組『東京ホームジョッキー』の出張販売企画「産地直送バーゲン」のスピンオフとして開始しヒット企画となる。これが日本初のテレビショッピングである。
  - 番組で初めて販売した商品は、西武百貨店のテナント「キュリオ」が販売していたイタリアの陶器「マヨリカ焼き」であった。本番組での成功がきっかけで、フジサンケイグループの通信販売事業会社ディノス・サンケイリビング新聞社が誕生。
- 1971年 - 東京12チャンネル（現 テレビ東京）の生活情報番組『今日は!奥さん2時です』で、髙島屋がテレビショッピングコーナーを開始。翌1972年には日本教育テレビ（現 テレビ朝日）『奈良和モーニングショー』にも拡大。
- 1972年 - 『東京ホームジョッキー』が『リビング11』にリニューアルし、産経新聞の分冊『サンケイ ホームニュース』のリビング面（第一次オイルショックの影響により1973年12月に終了。サンケイリビング新聞社「リビング新聞」の前身）と連動。
- 1976年 - 日本通信教育連盟（現：ユーキャン）がスポットCMでテレビショッピングを開始。
- 1977年 - 日本直販（総通）がスポットCMで生活用品のテレビショッピングを開始。
- 1980年3月 - 番組を私企業の営利目的に使用しているという批判の高まりから、日本民間放送連盟は放送基準にテレビショッピング・ラジオショッピングに対する規定を追加。自主規制として「通信販売の広告に関する留意事項」、「生活情報を提供する番組におけるテレビ（ラジオ）ショップの取り扱いに関する留意事項」（同年5月）をまとめる。後者の規定がテレビショッピング・ラジオショッピング番組を「生活情報番組」と位置づける根拠となっている。
- 1983年5月 - フジテレビ『リビング11』の終了を受け、同番組の司会者・出演者・主要スタッフらの制作で、テレビ東京『レディス4』を放送開始。三越の一社提供で、三越の通信販売を中心に据えた番組編成とする。『リビング11』は2時台に移動。『リビング2』として、リニューアルした。
- 1994年7月[8] - テレビ東京『テレコンワールド』（三井物産の一社提供）で、深夜の放送休止枠で放送開始。以降はこれを先駆けとしてテレビ局各社で深夜の通販番組、放送時間30分以上の通販番組の放送が始まる。
- 1996年11月1日 - 通信販売専門チャンネル『ショップチャンネル』（住友商事、アメリカHSN, Inc.の合弁）と『MALL OF TV』が放送開始。日本初の通信販売専門チャンネルとなる。
- 2001年 - 通信販売専門チャンネル『QVCジャパン』が放送開始（アメリカQVC Inc.、三井物産の合弁）。

## 専門チャンネル
テレビショッピングの専門チャンネルは、新4K8K衛星放送、スカパー!、スカパー!プレミアムサービス、ケーブルテレビ、光放送、IP放送で放送されている。視聴料金は無料。
●＝日本国外でも展開されているもの

### スカパー!・スカパー!プレミアムサービス共通
- ショップチャンネル（BSではBS日テレ、BS朝日、BSテレ東（日によって放送が異なる）、BSフジ、BS11、BSよしもとで放送。）
- QVC●（BS日テレ、BS12 トゥエルビ、BS松竹東急で放送。）

放送終了したチャンネル
- フジテレビ.ディノス → ディノスチャンネル（2007年12月31日放送終了）

### スカパー!プレミアムサービスのみで放送
- 243→527ch ジュエリー☆GSTV●（BSではBS-TBS、BSフジ、BS日テレ（2024年3月まで）で放送。）
- 217→528ch セレクトショッピング

放送終了したチャンネル
- 219ch スカイアイチャンネル（2009年8月31日放送終了[注釈 2]）
- 221ch MALL OF TV（2014年7月31日放送終了）
- 222ch ショッピングチャンネル（2000年7月31日放送終了、夜間帯はPPVによるアニメ番組枠「アニメフリーク222」が放送されていた。2001年4月1日よりQVCとして放送再開）
- 223ch コジマショッピングTV（2009年1月31日放送終了）
- 224ch ジョイショップ224（2009年7月31日放送終了）
- 241ch ハッピー241（2008年9月30日放送終了）
- 240ch Shop 240（2012年3月31日放送終了）
- 524ch・旧242ch ジャパネットチャンネルDX（2021年3月31日放送終了、2022年3月27日よりBSにてBSJapanextの放送を開始。）（BSではBS日テレ[注釈 3]・BS朝日・BS-TBS・BSテレ東[注釈 4]・BSフジ・旧Dlife[注釈 5] で番組として放送。）

### スカパー!のみで放送
現在無し。
放送終了したチャンネル
- 147ch ベルーナお買物テレビ（2006年8月31日放送終了）
- 183ch ディノスチャンネル（2007年3月31日放送終了）
- 185ch プライム365.TV（2012年3月31日放送終了）

### ケーブルテレビ
ショップチャンネルとQVCは、ケーブルテレビによる再送信の視聴者が多い。地上アナログ波で多く再送信されており、電波障害地域やCATV導入集合住宅などの非加入者も通常のテレビ受像機などで常時視聴可能である。視聴可能チャンネル名やチャンネル番号はケーブルテレビ局によって異なる。

### 日本国外の通販専門チャンネル
- ホーム・ショッピング・ネットワーク（英語版）

## 主な企業・番組一覧

### 現在放映中の企業・番組
- アーネスト
  - TSテレビショッピング
- アクセルクリエイション
  - とれたて!美味いもの市
  - まるごと!得だね市[注釈 6]
- アサヒグループホールディングス提供枠
  - アサヒフードアンドヘルスケアテレビショッピング
  - カルピステレビショッピング（2012年10月 - ）
  - 和光堂テレビショッピング
- 朝日放送
  - 珠代の得々朝市（きよし・黒田の今日もへぇーほぉー内）
  - せのぶら本舗
- アサヒ緑健
  - 番組名は多数。当該項目を参照。
- あじかんテレビショッピング
- アシスト
  - わんわん倶楽部テレビショッピング
- アシックス
  - アシックスファミリークラブ
- 麻布ストア
  - シンデレラ通販
- アプロステレビショッピング
- ECHテレビショッピング
- イオンダイレクト
  - saQwa style
  - 板東英二の欲バリ市場（毎日放送）
  - よしもと!Shall Weショッピング（毎日放送ほか・製作委員会方式）
  - ワールドコレクションゴールド（毎日放送）
- イチオシ☆つーはん
- イングテレビショッピング
  - 長寿の里テレビショッピング
- ヴァーナル
- ヴィステック エンタテインメント（旧ジャパンヴィステック）
  - 買王（朝日放送など）
- ウェルヴィーナステレビショッピング
- ヴェントゥーノテレビショッピング
- エイチ・アイ・エステレビショッピング
- エーエフシー
  - ハローショッピング
- Aダイレクト提供枠
  - 味の素テレビショッピング
  - カルピステレビショッピング（2012年9月まで）
- えがお
  - 笑顔の王国
- STV開発センター
  - Sチョイス!（札幌テレビ）
  - ぞっこん!ほっかいどう情熱市場（札幌テレビ）
  - 北海道 味の物産市（札幌テレビほか）
- エスプリライン
  - スピードラーニングテレビショッピング
- エターナルジェム
  - 世界の宝石箱
- NTTドコモテレビショッピング（らくらくスマートフォン）
- エバーライフ
- エモテント
  - 九州アスリート食品
- ひなたライフ（旧MBSイノベーションドライブ）
  - カチモ
- UMI ウェルネステレビショッピング
- エミネットテレビショッピング
- おうちde買いまshow
- 大塚食品テレビショッピング
- 大塚製薬
  - ネイチャーメイドテレビショッピング
- オークローンマーケティング
  - ショップジャパン
  - ヒルズコレクション
  - エクサボディ
  - 日本橋グルメ百貨店
- オージオ
- お買い物NIPPON!
- オリエンタルバイオテレビショッピング
- お茶村
  - お茶村テレビショッピング
- カーブスジャパン
  - 知らなきゃ損 健康のための新常識
- カイゲンテレビショッピング[注釈 7]
- カゴメテレビショッピング
- ガシー・レンカー・ジャパン
  - nikibi.com（proactiv solution）
  - ガシー・レンカー・テレビショッピング
- 加茂繊維テレビショッピング
- 関西テレビハッズ
  - 買物生活ほんでなんぼ?（関西テレビ）
  - 真夜中市場〜ハイヒールの眠れない夜〜（関西テレビ）※一部FNS系列局でも放送
- キューサイテレビショッピング
- 銀座ステファニー化粧品
- グッドメディア
  - いいな!いいわ!イチオシ百貨店
- クロレラサプライ
  - 元気ノ国
- グロリアス製薬
- 健康家族テレビショッピング
- 健康コーポレーション
- コーポレートプレスメント
  - 虎ノ門市場（テレビ東京）※「7スタLIVE」内で「虎ノ門市場～幸せごはん漫遊記」として放送。「7スタLIVE」の放送がないTXN系列各局は単独番組扱いで放送される。その他、年数回程度スペシャル版がテレビ東京（関東ローカル）とBSジャパン（全国放送）で放送される。
- カーブスジャパンテレビショッピング
- 京都やまちや
- キートス
  - 喜久家
- KDDI
  - UQモバイルテレビショッピング
- コスメディ製薬
- こだわりいいね!ショッピング
- コマースゲート（フジテレビ系列の「とくダネ!」後半ネットセールス枠にて2012年度下半期より提供開始、同時期に関西テレビのにじいろジーン後半枠での提供及び深夜番組枠（通販・ミニ番組枠の前番組）での最終ヒッチハイクにて放送開始）[注釈 8]
- サン・クロレラ
- サンテミナ
- サントリーウエルネス
  - サントリーTVショッピング[注釈 9]
- 山陽中央テレビジョン放送
  - TAKUMIの逸品
- スカイネット
  - 匠本舗テレビショッピング
  - かに本舗テレビショッピング
- フォーマルクライン
- フジッコ
- プライムショッピング[注釈 10]
- プライムダイレクト
- 北海道産地直送センター
  - タマちゃんのちょっとタンマ! 今が知りドキ! 食べドキ!
- 自然食研
- JIMOS
  - マキアレイベルテレビショッピング
  - Coyoriテレビショッピング
- ジェイシークリエイティヴ
- ジェイフロンティア
- ジャパネットたかた
  - ジャパネットたかたテレビショッピング（BS10（旧・BS Japanext）をはじめとする各局）[注釈 11]
  - 快適!ショッピングスタジオ（テレビ東京・E morning）
  - ポシュレサンデー（日本テレビ）
  - アッコにおまかせ!（TBS系列、ヒッチハイク前の独自コーナーで放送）
  - 世界屈指の巨大豪華客船で行く極上の地中海クルーズ旅!（BS10で放送されている番組を再編集した番組。）
  - 日本全国の厳選食材が集まるお店、銘品グルメ～店
  - 日本人がまだ知らない!? クルーズ旅行のススメ （主にテレビショッピングのクルーズの紹介の時に流れる。）
  - ニッポン湯けむり散歩
  - THE仕事人 おとなの社会科見学
  - 蛍原徹の真剣ゴルフ部! ホトオープン （BS10で放送されている番組を再編集した番組。主にテレビショッピングのゴルフの紹介の時に流れる。）
- 新日本製薬
  - 30日間（秘）コラーゲン生活
- 新大和漢方テレビショッピング
- 正直ショッピング
- スマイルテレビ
  - スマイルショッピング
- 生活総合サービス
  - ていねい通販テレビショッピング
- セシールTVショッピング
- セルメディカルチームジャパン
  - 再生医療がつくる未来 セルメディカルチームジャパンの挑戦
- センテンス
  - ビートップスでお買物（読売テレビ）[注釈 12]
- 全薬販売テレビショップング
- ソースネクストテレビショッピング
  - ポケトークテレビショッピング
- ソク買い!セレクション
- ソフトバンクテレビショッピング（かんたんスマホなど）
- 大正製薬テレビショッピング
- 通販王国テレビショッピング（在京民放キー局系BSデジタル各局と一部の地上波局）
- TBSグロウディア
  - カイモノラボ
  - ほしおび
  - 買い運 おびマルシェ
  - チョコプラの超ヒット商品研究所
- ディノス（現DINOS CORPORATION）
  - フジテレビ平日午前テレビショッピング枠（フジテレビ系・ノンストップ!）[注釈 13]
  - ASIA SHOPPING KING（フジテレビ・momo・TV Directとの合同で毎月1回放送）
  - ディノスTHEストア（フジテレビ系列、BSフジ
  - ディノスショッピングボックス（BSフジ・スポット扱い）
- DMNコミュニケーションズ制作枠
  - ミル総本社
  - 小林製薬グループ（小林製薬テレビショッピング）
  - 日本盛
    - ワンラブショッピング

  - フレンテインターナショナル
    - ワンラブショッピング
- ダイドードリンコ
  - 膝の支えは人生の支え! 元気になろうドラマスペシャル
- ティ・ユー・エフ
  - ナカノチャンネル
- ディーニーズ
  - ダイレクトテレショップ（フジテレビ系列など）[注釈 14]
- テレビ東京ダイレクト
  - てれとshop（テレビ東京、BSテレ東）
  - ベガス味岡のベガスマート／ベガスマートサタデー／ベガスマートサンデー（テレビ東京）[注釈 15]
- テレビ北海道
  - TVhこれが7つ星ショッピング
  - テレビほっかい堂（スポットCMで随時放送。また、「テレビほっかい堂水産」のタイトルで北海道ローカルとBSテレ東（全国放送）で年1回放送）
- 電通
  - ノンストップ通販ライブ マル得JAPAN!
  - ノンストップ通販ライブ マル得JAPAN! GOLD
- 十彩PROJECT（コネクト）
  - その酒に人は宿る 〜若き匠が挑む、10の物語〜（BS日テレ）
- トウ・キューピーテレビショッピング
- 東京テレビランド
  - 痛快!買い物ランドSHOPJIMA
  - ショップ・マニフィカ（各局）
  - モーニングテレショップ（テレビ東京・E morning）
- トーカ堂テレビショッピング
- チーキーズストア（BSよしもと）
- ディレクタス
  - いいものショッピングゥ〜!
- トゥーコネクト
- 東急スポーツオアシス
- ドクターリセラ
- 富山常備薬
  - 見れば納得!お悩み解決!聞いて!効いて!富山常備薬グループの美容健康テレショップ
- トライステージ
  - ダイレクトテレショップ
  - 良品工房テレショップ（各局）[注釈 16]
  - これなら満足!快適生活!!
  - Shoppin On
  - 買物一直線
  - 噂の商品 通販リサーチ社
  - いいモノ実感! ホンネの通販パラダイス
  - 生島ヒロシの健康マニア倶楽部〜心と体のプレミア通販〜
  - 厳選通販えりすぐり
- 日清食品
- 日清ファルマテレビショッピング
- 日テレ7
  - 女神のマルシェ（日本テレビ）[注釈 17]
  - BS売キング（BS日テレ）
  - なすなかデパート
- BS日テレ
  - BS日テレ Shopping
  - BS日テレジュエリー
- ニッピコラーゲン化粧品テレビショッピング
- ニップン
- ニッセン
  - 売れ筋解明! 買いたい新書
- 日本自然発酵
- 日本水産
  - ニッスイイマークテレビショッピング
- 日本通販グループ
  - イチオシ!Selection
  - イチオシ!DX
  - イチオシ!プレミアム
- 日本薬師堂
- ハーブ健康本舗TVショッピング
- ハウス食品健康ショッピング
- はつらつ堂
- バリューファクトリーズテレビショッピング
  - 買いドキッ!セレクション
- バルコステレビショッピング
  - 出演者：島田秀平、松崎しげる、森遥香
- 阪急交通社
  - トラピックステレビショッピング[注釈 18]
- ピーエス
- ビックカメラ
  - ビックカメラテレビショッピング（BS11）[注釈 19]
- BS11テレビショッピング
- ビタブリッドジャパン
- 第一エージェンシー
  - 日本全国!徹底リサーチ!! ヒットの裏側ウラドリ
  - 日本全国!徹底リサーチ!! ヒットの裏側ウラドリ DX
- ファーマフーズ
  - 教えてタマゴのチカラ
- フェリシモ
  - フェリシモテレビショッピング
- フェヴリナ
  - ビューティーショッピング
- forty-four
  - ニッポン応援させていただきます!
- プリヴェAG
  - ハズキルーペテレビショッピング
- フレージュTVショッピング
- ベルーナ
  - ベルーナグルメショッピング
- ポシュレ
  - ポンポンポシュレ（日本テレビ）
  - ポシュレベストセレクション（BS日テレ）
  - TOKYOモダン商会（BS日テレ）
- 三越（現：三越伊勢丹通信販売）
  - L4セレクション（テレビ東京・レディス4）
- マイまくらテレビショッピング
- マイケアテレビショッピング
- 野草酵素
  - 野草酵素テレビショッピング
- 万田発酵
  - 万田酵素テレビショッピング
- メディア・プライス→はぴねすくらぶ
  - はぴねすくらぶ[注釈 20]
- 森下仁丹テレビショッピング
- 森永製菓
  - 天使の健康テレビショッピング
- 森永乳業
- ヤーマン
- やずやテレビショッピング
- ヤマダ電機
  - ヤマダ電機TVショッピング
  - YAMADA家電住まいる館 BS日テレ店
  - 家電と住まいのヤマダ・テレビショッピング店
- 八幡物産
  - やわたテレビショッピング「命のつながり いただきます」
- UCC上島珈琲
  - UCCコーヒーノート
- ユーグレナTVショッピング
- 雪印メグミルクダイレクトテレビショッピング
- ユニバーサルミュージック
  - 音楽のある風景 - 日経を中心に全国紙等で実施
- 夢グループ
- 讀賣テレビ放送・ベルメゾン
  - ビートップス
- ライザップ
- ラ・フ
  - いちおし☆つーはん（朝日放送）
  - ダイレクトテレショップ
- ランクアップ
  - マナラテレビショッピング
- リプライオリティテレビショッピング
- リフレ
- りらいぶテレビショッピング
- 良品プラス
  - 良品プラスTVショッピング
- ルアン
- ロッピングライフ
  - ゆうゆう散歩 いいものさがし（テレビ朝日『若大将のゆうゆう散歩』の1コーナー）
  - 特選!ものコンシェルジュ
  - 厳選!いいものお取り寄せ!
  - ワカコさんとマサルくんのお宅は買わないの??
  - 今田耕司の買うならイマダ
  - 家事芸人サトミツ＆マツハシのお助け!おうちの達人
- ロート製薬
- ワールド・ビジョン
  - 世界の子どもの未来のために
- わかさ生活
- ワタミ
- HRK→愛しとーと
  - うるおい宣言テレビショッピング

など

### 複数社による企業・番組
- 朝から欲バリ（毎日放送）
- ええもんもりもり! せのぶら本舗（朝日放送『せのぶら!』の1コーナー）
- ABCテレビショッピング（朝日放送）
- 買っトク!（TBS）
- 買いテキ!通販ツウ（TBS）
- 買物大図鑑（TBS）
- 新生活提案セレクションF（テレビ朝日系・BS朝日）
- 新生活提案セレクションX（テレビ朝日系・BS朝日）
- BS-TBSプレミアムコレクション（BS-TBS）
- ポシュレシリーズ（日本テレビ）
  - 気になる通販ランキング!ポシュレデパート深夜店／PON!PON!ポシュレ ※一部NNS系列局でも放送(2011年10月～BS日テレにてBSポシュレとして2番組で放送されたものを再編集し、不定期的に放送)
- 3つ星ショッピング（朝日放送）[注釈 21]

など

### 過去放映をしていた企業・番組
- 小山テレビショッピング
- i-collection（BS-i）
- あっぷ&SHOP!（関西テレビ）
- おおきにGoodチョイス!（朝日放送）[注釈 22]
- Oh!それみぃ〜よ（テレビ朝日、 - 2007年3月）[注釈 23]
- 快楽通信（オフィストゥーワン、テレビ朝日）
- ガリバー車検宣伝番組※ダチョウ倶楽部のリーダー・肥後克広出演
- 喜瀬ひろしのこれは五つ星!（札幌テレビ）
- こうたろ（読売テレビ）
- ショップ宝島（東京テレビランド）※ショップマニフィカ（前述）へ統合
- 住商ホームショッピング（住友商事、1997年 - 2006年9月末まで）
- 直行便ニューヨーク（ディノス）
  - DJモノフェスタ（フジテレビ系列、BSフジ、ディノスチャンネル）
- 出たMONO勝負（フジテレビ系）
- テレコン・ワールド（三井物産）
- 東京ホームジョッキー（フジテレビ） - 生活情報番組の1コーナー テレビショッピングの先駆け
- 二重マル健康テレビ（アサヒ緑健提供）
- 日本直販テレビショッピング ※現在は地上波のインフォマーシャルCMにて放映中[注釈 24]
- ノッテ・フェリーチェ〜楽しい夜のショッピング〜（関西テレビ）
- テレビ朝日リビング朝のショッピング／昼のショッピング（テレビ朝日）
- なるほど!（毎日放送）
- 晴れ晴れ!ハローショッピング（ベストワーク）
- 美味!ニッポン（テレビ大阪）
- 評判!なかむら屋（朝日放送）
- ポシュレヌーボー／ポシュレアミーゴ／ポシュレワールド通販SHOW（日本テレビ）
- マーメイドコレクション（テレビ朝日系・BS朝日）
- ミッドナイトマーメイド（オフィストゥーワン、テレビ朝日）
- ものすぽると!（フジテレビ）※ディノスチャンネルでも「ものすぽα」を放送
- 夜明けのテレショップ（関西テレビ）
- リビング11・リビング2（フジテレビ・ディノス） - 生活情報番組の1コーナー
- 笑う通販（フジテレビ系・F2スマイル）
- いいものさがし ちい散歩くらぶ（テレビ朝日『ちい散歩』の1コーナー）
- 晴ればれハローショッピング（出演者：マッハ文朱・吉村明宏（後に山田隆夫と交代））

など

## 米国のテレビショッピング
アメリカではジョセフ・シーゲルが世界最大の民間造幣所であるフランクリン・ミント社を設立し、各国から貨幣やメダルの鋳造を委託されていたが、1964年のダグラス・マッカーサーの死去をきっかけに著名人の銀製メダルを月間限定版で発売して大ヒットとなった。ジョセフ・シーゲルは1980年にフランクリン・ミント社をワーナー通信社に2億2500万ドルで売却し、この資金を元手に1986年にテレビショッピング専門チャンネルであるQVCを設立した。QVCは2010年までに米国や日本など4か国で約1億4000万人の客を擁し、米国国内だけで年間70億ドル以上を売り上げる企業となった。